# Пачелма (село)
Па́челма (рос. Пачелма) — село у складі Пачелмського району Пензенської області, Росія.
Населення — 422 особи (2010; 526 у 2002).
Національний склад станом на 2002 рік:
- росіяни — 98 %